# Бучинішу
Бучинішу (рум. Bucinișu) — село у повіті Олт в Румунії. Входить до складу комуни Бучинішу.
Село розташоване на відстані 156 км на захід від Бухареста, 54 км на південь від Слатіни, 54 км на південний схід від Крайови.

## Населення
За даними перепису населення 2002 року у селі проживали 1892 особи, усі — румуни. Усі жителі села рідною мовою назвали румунську.